# Pałac w Gierczynie
Pałac w Gierczynie – pałac z zabytkowym parkiem we wsi Gierczyn (województwo dolnośląskie).
Pałac wybudowany w początkach XX w., rozebrany w latach 70. XX w.. Obok park z XVIII w., zmieniony w początkach XX w.